# مانع کولن
مانع کولن یا سد کولن (انگلیسی: Coulomb barrier) که از قانون کولن نام گرفته، قانونی است که به نام فیزیک‌دان فرانسوی شارل آگوستن دو کولن نامگذاری شده و آن مانعی در رابطه با انرژی است. این مانع انرژی ناشی از تعامل الکترواستاتیک است؛ نیرویی که دو هسته برای غلبه بر آن نیاز دارند تا بتوانند به اندازهٔ کافی به یک واکنش اتمی نزدیک شوند. مانع انرژی توسط انرژی پتانسیل الکتریکی داده می‌شود:
{\displaystyle U_{coul}=k{{q1\,q_{2}} \over r}={1 \over {4\pi \epsilon _{0}}}{{q1\,q_{2}} \over r}}
که در آن:
k ثابت کولن = ۸٫۹۸۷۶×109 N m² C−2 است؛ε0 ثابت گذردهی در فضا؛q1, q2 نیروی ذرات متقابل هستند؛r شعاع میدان تعامل است.
مقدار مثبت U به علت نیروی دفع است، بنابراین ذرات تعامل در سطوح انرژی بالاتر به عنوان نزدیک تر می‌شوند. انرژی بالقوه منفی نشان دهندهٔ یک وضعیت محدود است (به دلیل نیروی جذب).
مانع کولن با افزایش عددهای اتمی؛ (تعداد پروتون‌ها)، در هسته‌های برخورد کننده افزایش می‌یابد:
{\displaystyle U_{coul}={{k\,Z_{1}\,Z_{2}\,e^{2}} \over r}}
که در این‌جا: e بار بنیادی الکترون، ۱٫۶۰۲ ۱۷۶ ۵۳×10−19 C و Ziها عددهای اتمی مربوطه هستند.

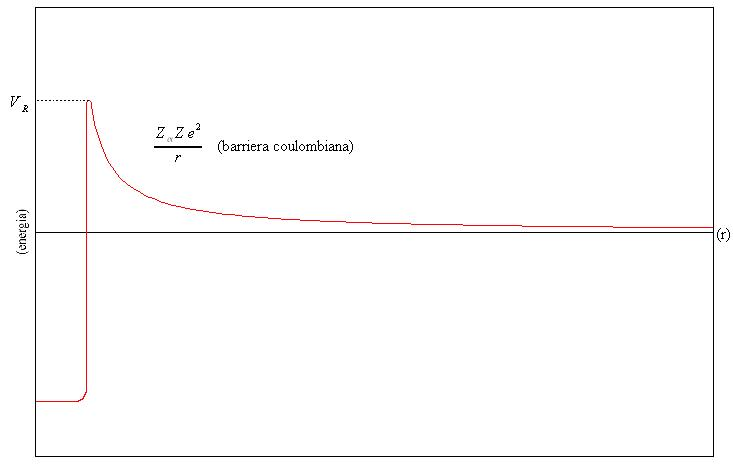
نمایی از شماتیک و ساختار نمودار مانع کولن